# Giorgio Issel
Giorgio Issel (Genova, 22 giugno 1919 – Cantiglio, 4 dicembre 1943) è stato un partigiano italiano. La sua attività durante la Resistenza si svolse prevalentemente sulle montagne della Val Brembana.

## Biografia
Figlio di Arturo Issel, vittima della Shoah, la sua storia è strettamente intrecciata con quella di altri due noti esponenti della Resistenza italiana, Walter Fillak e Giacomo Buranello, all'epoca tutti studenti del Liceo scientifico Gian Domenico Cassini di Genova. Issel, Fillak e Buranello si frequentavano per studiare e per discutere di politica. A loro si univa sovente la madre di Buranello, donna non colta ma acuta di ingegno, che partecipava agli studi e alle discussioni del figlio e dei suoi amici, riguardanti soprattutto la storia d'Italia e lo sviluppo sociale del Paese (Buranello, in particolare, si era formato sui principi del mazzinianesimo prima di aderire al Partito Comunista Italiano). La differenza sociale fra Buranello e Issel era peraltro notevole: il primo veniva da famiglia di estrazione popolare, mentre il secondo - di origine ebraica - apparteneva ad una famiglia colta e benestante (suo nonno era infatti Alberto Issel), imparentata con l'antifascista famiglia Cima di San Giovanni Bianco.

## Attività partigiana
Dopo l'8 settembre 1943, Issel entrò nel gruppo partigiano Carenini che operava nel Lecchese. Il gruppo fu rapidamente disperso e Issel passò con alcuni compagni in Valle Brembana, scegliendo Cantiglio (frazione di San Giovanni Bianco, in provincia di Bergamo) come luogo di ricostruzione della formazione, che divenne poi nota come 86ª Brigata Giorgio Issel. Contava, per raggiungere il suo scopo, sulla vicinanza e sull'aiuto della famiglia Cima.
Della ricostituita formazione facevano parte altri elementi che diverranno poi protagonisti della Resistenza bergamasca: Penna Nera, Guglielmo, i fratelli Angiolino e Valentino Quarenghi e Gastone Nulli, un ex tenente del controspionaggio che diverrà successivamente comandante della 86ª Brigata Garibaldi, personaggio peraltro assai discusso delle vicende della lotta partigiana in Valle Brembana. Comandante della banda di Cantiglio era il maggiore "Enzo", Vincenzo Aulisio, originario di Foggia e giornalista a Milano, amico di Ferruccio Parri e dirigente di Giustizia e Libertà. Aulisio, un uomo limpido e dai saldi ideali, sarà catturato a Bergamo e inviato nel lager di Mauthausen, dove verrà ucciso a badilate nel marzo 1945.
Si aggregarono al gruppo anche alcuni ex prigionieri neozelandesi, greci, francesi, inglesi e jugoslavi e una decina di giovani di San Giovanni Bianco. Fucili mod. 91 ed un mitragliatore tipo Breda costituivano l'armamento: armi vecchie e con poche munizioni. La formazione non poteva passare inosservata e la federazione fascista di Bergamo ne venne a conoscenza: Luigi (dagli elenchi dei caduti della R.S.I., Gioacchino) Viligiardi, uno sfollato milanese alloggiato alla Costa San Gallo, dietro compenso denunciò alla Kommandantur di Bergamo la Brigata (Viligiardi sarà poi fucilato nelle fasi finali della lotta di liberazione davanti al cimitero di San Giovanni Bianco).
Avvisati della situazione ormai avversa, la maggior parte della formazione abbandonò Cantiglio, spostandosi sul monte Cancervo e nella Valle Taleggio. Rimase un presidio con pochi partigiani al comando di Issel. Il partigiano pensava che l'arrivo dell'inverno avrebbe impedito rastrellamenti nella zona; invece la notte fra il 3 ed il 4 dicembre un centinaio di militi fascisti e una cinquantina di SS tedesche mossero verso Cantiglio, accerchiando la località e costringendo sotto la minaccia delle armi il parroco don Ugo Gerosa - che era in contatto con i resistenti - a guidarli verso il rifugio nel quale erano nascosti Issel e i suoi uomini.
I partigiani, colti di sorpresa e numericamente inferiori, provarono ad opporre una disperata difesa, ma la lotta si mostrò ben presto impari. A cadere sotto il fuoco nemico furono lo stesso Issel, il francese Raimond Marcel Jabin e il sangiovannese Evaristo Galizzi.